# Petrovsk (Tomsk)
|  | Per a altres significats, vegeu «Petrovsk». |

Petrovsk (rus: Петровск) és un poble rus situat al raion de Pervomàiskoie de l'óblast de Tomsk que el 2015 tenia 36 habitants. Fou fundat el 1910 i el 1926 agrupava 26 granges. En aquesta última data, la majoria de la població eren belarussos.